# Elevator Girl
「Elevator Girl」（エレベーター・ガール）は、BABYMETALの配信シングル。2019年5月10日にBMD FOX RECORDSから発売された。

## 概要
当楽曲は、2019年の9月からアメリカで開催される「BABYMETAL US TOUR 2019」の発表に合わせてリリースされた。リリース前からライブでは既に披露されており、楽曲全体のテーマとして「人生の浮き沈みや勝負においての勝ち負け」をエレベーターに例えて表現している。なお、英語バージョンも存在しており、2019年10月11日に発売された3rdアルバム『METAL GALAXY』の日本国外盤に収録されている。

## 音楽性
サウンドには、Aメロでのドラムンベースとジャズピアノ、サビでのオートチューン風ボーカルエフェクトなど「非メタル」な要素を盛りこみ、歌詞では〈地下2000階/真っ逆さま/火あぶり針地獄のフロアです/だからいつも命がけ〉といった、BABYMETALがSU-METALとMOAMETALの2人組となった新体制の現在地を歌っているとも受け取れる楽曲になっている。

## ミュージック・ビデオ
2019年8月17日に当楽曲の英語バージョンのミュージック・ビデオ（以下MV）が公開された。このMVは同年9月から始まるアメリカツアーの開催を記念して製作されており、内容は同年7月に開催されたポートメッセなごや（名古屋市国際展示場）公演のライブ映像に特殊効果を加えたものとなっている。